# Instituto Atlético Central Córdoba
Instituto Atlético Central Córdoba (thường được gọi là Instituto hoặc Instituto de Córdoba) là một câu lạc bộ thể thao Argentina từ thành phố Córdoba, có đội bóng đá hiện đang chơi ở Primera B Nacional, bộ phận thứ hai của hệ thống giải đấu bóng đá Argentina.
Các cầu thủ nổi tiếng đã chơi tại Instituto bao gồm Osvaldo Ardiles, Mario Alberto Kempes, José Luis Saldaño, Hugo Curioni, Alberto Beltrán, Raúl de La Cruz Chaparro, Salvador Mastrosimone, Marcelo Bielsa, Ernesto Corti, Diego Klimowicz, Mauricio Caranta, Oscar Dertycia, Alejandro Faurlín, Gonzalo Bergessio, Daniel "Miliki" Jiménez, Paulo Dybala, Ramón Ábila, Silvio Romero (bóng đá).
Đội bóng rổ hiện đang chơi tại Liga Nacional de Básquetbol (LNB), đơn vị đầu tiên của hệ thống Liga Nacional de Básquet.